# Comuna Velîkoserbulivka, Ielaneț
Velîkoserbulivka (în ucraineană Великосербулівка) este o comună în raionul Ielaneț, regiunea Mîkolaiiv, Ucraina, formată din satele Hrîhorivka, Maloserbulivka, Novovolodîmîrivka și Velîkoserbulivka (reședința).

## Demografie
Componența lingvistică a comunei Velîkoserbulivka
     Ucraineană (78,9%)
     Română (12,63%)
     Rusă (5,07%)
     Alte limbi (0,42%)
Conform recensământului din 2001, majoritatea populației comunei Velîkoserbulivka era vorbitoare de ucraineană (78,9%), existând în minoritate și vorbitori de română (12,63%), rusă (5,07%) și armeană (2,71%).